# デイル・クローヴァー
デイル・クローヴァー(Dale Crover, 1967年10月23日-)は、アメリカ合衆国のドラマー、作曲家、マルチプレイヤー。メルヴィンズのドラムを担当しているほか、自身のサイドプロジェクト・Altamontでギター・ヴォーカルを担当している。また、近年では、バンドメイトのバズが参加しているバンド・Fantômasのライブでのサポートメンバーとして、ドラムも演奏している（元々のドラマーである、デイヴ・ロンバードの代役。）

## 経歴
ワシントン州・アバディーン出身。中学生の頃は、マーチング部に所属しており、パーカッションを演奏していた。のちに、アイアン・メイデンのカヴァー・バンドに参加し、ドラムを担当。すると、ドラマーを探しているメルヴィンズのメンバーに誘われ、バンドに加入。
なお、ニルヴァーナのカート・コバーンとは、出身地が同じため、私生活でも関係が深く、彼のバンドのサポートメンバーとしても活躍していたこともあり、またカート・コバーンのバンドフィーカル・マターに参加していた時もある。しかし、メルヴィンズでの活動が忙しくなったため、最終的には離脱したものの、それでもカートとの関係は彼が亡くなる直前まで続いていた。